# Mind the Acoustic Pieces
Mind the Acoustic Pieces è l'album di debutto della band Maiden uniteD.

## L'album
Mind the Acoustic Pieces è la reinterpretazione dei Maiden uniteD dell'album degli Iron Maiden Piece of Mind: contiene infatti le stesse tracce, ma con diverso ordine e completamente riarrangiate in chiave acustica da Joey Bruers e Ruud Adrianus Jolie. L'album venne anticipato dal singolo The Trooper, pubblicato il 20 novembre. Oltre ai cinque componenti della band, è presente Anneke van Giersbergen (ex-cantante dei The Gathering) nel brano To Tame a Land. L'album fu pubblicato anche su vinile, in edizione limitata, con una versione differente di Sun and Steel, cantata da Anneke van Giersbergen e precedentemente distribuita come B-side di The Trooper.

## Tracce
Versione su CD
1. Where Eagles Dare (Steve Harris) – 5:08
2. The Trooper (Harris) – 5:57
3. Quest for Fire (Harris) – 3:50
4. Still Life (Dave Murray, Harris) – 4:21
5. Revelations (Bruce Dickinson) – 6:32
6. Die with Your Boots On (Dickinson, Adrian Smith, Harris) – 4:35
7. Flight of Icarus (Dickinson, Smith) – 5:06
8. Sun and Steel (Dickinson, Smith) – 3:34
9. To Tame a Land (Harris) – 6:07

Versione su vinile
1. Where Eagles Dare (Harris) – 5:08
2. The Trooper (Harris) – 5:57
3. Quest for Fire (Harris) – 3:50
4. Still Life (Murray, Harris) – 4:21
5. Revelations (Dickinson) – 6:32
6. Die with Your Boots On (Dickinson, Smith, Harris) – 4:35
7. Flight of Icarus (Dickinson, Smith) – 5:06
8. Sun and Steel (Alternate Version) (Dickinson, Smith) – 3:34
9. To Tame a Land (Harris) – 6:07

## Formazione
- Damian Wilson – voce
- Ruud Adrianus Jolie – chitarra
- Marco Kuypers – pianoforte
- Joey Bruers – basso
- Mike Coolen – batteria

Ospiti
- Anneke van Giersbergen – voce in To Tame a Land e Sun and Steel (Alternate Version)